# Ants Frosch
Ants Frosch (ur. 20 sierpnia 1959 w Põlva) – estoński dyplomata i polityk, w latach 2005–2009 ambasador nadzwyczajny i pełnomocny w Rzeczypospolitej Polskiej, ambasador w Rumunii, Bułgarii i Mołdawii, od 2023 roku poseł do Riigikogu.

## Życiorys
Jest absolwentem szkoły średniej nr 1 w Valdze (obecnie Gimnazjum w Valdze). W 1986 ukończył studia na Wydziale Prawa Uniwersytetu w Tartu, po czym przez kilka lat wykonywał zawód prawnika. W latach 1991–1992 był doradcą rządu Estonii, następnie zaś dyrektorem generalnym Estońskiej Służby Wywiadu. W 1999 roku rozpoczął karierę w Ministerstwie Spraw Zagranicznych, obejmując funkcję przedstawiciela kraju przy Radzie Europy. W 2003 mianowano go dyrektorem generalnym w jednym z departamentów MSZ.
2 września 2005 roku złożył listy uwierzytelniające prezydentowi Kwaśniewskiemu, rozpoczynając misję dyplomatyczną w Warszawie. W latach 2006–2007 był jednocześnie ambasadorem w Bułgarii, a w latach 2006–2009 w Rumunii.
W następnych latach powrócił do sprawowania funkcji ambasadora w Rumunii, którym był w latach 2015-2019, oraz w Bułgarii, gdzie swoją funkcję sprawował w latach 2017-2019. Był także ambasadorem w Mołdawii.
Od 2009 do 2012 należał do Partii Reform, zaś od 2021 roku do EKRE, z ramienia której w wyborach w 2023 roku został posłem do Riigikogu. Wybrano go na przewodniczącego parlamentarnej grupy estońsko-polskiej. W 2024 odszedł z EKRE, przyłączając się do efemerycznej inicjatywy politycznej pod nazwą Estońscy Narodowcy i Konserwatyści (ERK), następnie zaś przystąpił do ugrupowania Isamaa.
W związku z zakończeniem pełnienia misji dyplomatycznej w Polsce, za wybitne zasługi w rozwijaniu polsko-estońskiej współpracy, postanowieniem Prezydenta RP z dnia 30 lipca 2009 został odznaczony Krzyżem Komandorskim z Gwiazdą Orderu Zasługi Rzeczypospolitej Polskiej.

## Życie prywatne
Jest żonaty, ma piątkę dzieci. 